# Dingo Pictures
 (mai 2023).
Si vous disposez d'ouvrages ou d'articles de référence ou si vous connaissez des sites web de qualité traitant du thème abordé ici, merci de compléter l'article en donnant les références utiles à sa vérifiabilité et en les liant à la section « Notes et références ».
Dingo Pictures est une société d'animation basée à Friedrichsdorf, fondée par Ludwig Ickert et Roswitha Haas en 1992.
Elle a créé longs-métrages, moyens-métrages et courts-métrages d'animation, certains ressortis sur support console de jeu vidéo, agrémentés de mini-jeux, par Phoenix Games. La société s'est fait connaître, grâce à l'essor d'Internet, pour sa production de qualité affreuse et plagiant principalement les derniers classiques Disney qui sortaient au cinéma. Semblable au Mockbusters, une vidéo amateur se nommant simplement Yee a atteint le nombre colossal de presque 100 millions de vue sur Youtube popularisé par une célèbre playlist (maintenant supprimée) regroupant divers vidéos humoristiques sorties de leur contexte.

## Filmographie

### Dingo Pictures (1992-2005)

#### Longs-métrages
- 1992: Griechische Sagen: Perseus
- 1992: Die Nibelungen Sage: Siegfried
- 1993: Die schönsten Geschichten vom Osterhasen
- 1993: Aladin
- 1993: Sing mit Aladin
- 1993: Lustige Weihnachten: Max’ wundersames Geschenk
- 1994: Neue Geschichten vom Osterhasen
- 1994: Goldie: Abenteuer im Zauberwald
- 1994: Der König der Tiere
- 1994: Hampie ein kleiner Wal entdeckt seine Welt
- 1995: Es weihnachtet sehr …
- 1995: Artige Katzen
- 1995: Pocahontas
- 1995: Ein Fall für die Mäusepolizei
- 1996: Toys: Das Geburtstagsgeschenk
- 1996: Wabuu der freche Waschbär
- 1996: Der Glöckner von Notre Dame
- 1996: Janis das Schweinchenbaby
- 1996: Peter und der Wolf
- 1997: Der gestiefelte Kater
- 1997: Auf der Suche nach den Dalmatinern
- 1997: Balto
- 1997: Hercules
- 1997: Die Bremer Stadtmusikanten
- 1998: Anastasia
- 1998: Das unglaubliche Fußballspiel der Tiere
- 1998: Ein Prinz für Ägypten
- 1998: Das Schwert von Camelot
- 1999: Der König der Tiere: Das große Abenteuer
- 1999: Tarzan: Der Herr des Dschungels
- 2000: Im Tal der Osterhasen
- 2000: Winkie der kleine Bär
- 2000: Abenteuer im Land der Dinosaurier
- 2000: … noch mehr Dalmatiner
- 2001: Atlantis: Der verlorene Kontinent[6],[7]
- 2004: Benni und seine Freunde
- 2005: Die kleine Hexe Arischa

#### CDs et MCs
- 1996: Toys (Jünger Verlag, MC, CD)
- 2004: Wabuu der freche Waschbär (Magic, MC et CD)
- Ein Fall für die Mäusepolizei (Rondo Hitline / Jünger, MC)
- Pocahontas (MC & CD, Gruetzi / Jünger)

#### Livres
Les livres ont été publiés par Unipart Media.
- Sing mit Aladin.  (ISBN 978-3-89467-220-1)
- 1999: Mulan.  (ISBN 978-3-89755-472-6)
- 1999: König Der Tiere – Neue Abenteuer.  (ISBN 3-89755-561-1)
- 1999: Der König der Tiere - Die Schatzsuche  (ISBN 3-89755-633-2)
- 1999: Tarzan.  (ISBN 3-89755-671-5)